# ماریتا کرامر
ماریتا کرامر (انگلیسی: Marita Kramer؛ زادهٔ ۲۵ اکتبر ۲۰۰۱) اسکی‌باز پرش زن هلندی‌تبار اهل اتریش است.